# Парк природе Врачански Балкан
Парк природе Врачански Балкан (буг. Природен парк „Врачански Балкан“) се налази у Бугарској, обухвата површину од 30129.9 хектара, основан је 21. децембра 1989. године.

## Управа парка
Парком природе Врачански Балкан управља Директорат под надлежношћу Министарства вода и животне средине Бугарске.

## Географија
Парк природе Врачански Балкан се простире на територији неколико општина и то: општине Враца, општини Криводол, општини Мездра, општини Вршец, и општини Своге.

## Флора
Флору у парку чини око 1100 васкуларних биљака, што представља око 28% бугарске флоре. У парку природе срећу се ендемске врсте, међу којима се неке ретко могу срести на другим местима у Бугарској, неке од њих су: Campanula jordanovii, Centranthus kellereri, Chamaecytisus kovacevii, Silene velcevii, као и Centranthus kellereri и Silene velcevii, што представља 50% њихове глобалне популације.
Међу ендемским врстама, које се могу наћи и у другим балканским земљама су: Acanthus balcanicus, Achillea ageratifolia, Armeria rumelica, Centaurea chrysolepis, Cephalaria flava, Cerastium moesiacum, Crocus veluchensis, Dianthus cruentus, Digitalis viridiflora, Erysimum comatum, Gentianella bulgarica, Iris reichenbachii, Lilium jankae, Pedicularis grisebachii, Peucedanum aegopodioides, Sesleria latifolia, Silene sendtneri, и Vicia truncatula.
13 врста је уписано у Црвену књигу Бугарске. Територија парка је укључена у европску еколошку мрежу „Natura 2000“.

## Фауна
У парку природе среће се око 1231 различитих бескичмењака. То је важан регион за лептире у Бугарској. Парк је, такође, станиште за 11 врста водоземаца, и 15 врста гмизаваца. Међу њима је 20 заштићено законом. Парк је станиште за 180 врста птица, од којих су 157 заштићене законом, а 38 су уписане у Црвену књигу Бугарске. У парку живи 36 врста сисара, од којих је 9 заштићено на националном нивоу, 20 - на европском нивоу и 9 на међународном нивоу. Неке од њих су: Dryomys nitedula, Erinaceus concolor, јазавац, видра, твор, дивља мачка, и срна. У парку живи 22 врсте слепих мишева од 33 врсте које живе у Бугарској.